# Margaret Moore
Pour l’article homonyme, voir Moore.
Margaret Moore est une romancière canadienne. Originaire de l'Ontario, elle est spécialisée dans les romances historiques depuis 1992.

## Biographie
Margaret Moore naît à Niagara Falls en Ontario. Titulaire d'un diplôme en littérature anglaise obtenu à l'Université de Toronto, elle exerce quelque temps à la Réserve Royale de la Marine Canadienne puis travaille dans un commerce de détail. Pour augmenter ses revenus, elle décide de se lancer dans l'écriture de romances.

## Œuvre

### Romans divers
- (en) Gwyneth and the thief, 2002Inédit en France
- (en) A lover's kiss, 2008Inédit en France
- Lady mensonge, Harlequin, 2011 ((en) The viscount's kiss, 2009)Publié dans la collection Les Historiques n°511
- La légende de Sarah, Harlequin, 1997 ((en) Vows, 1994)Publié dans la collection Les Historiques n°86
- Perle de Chine, Harlequin, 1997 ((en) China blossom, 1992)Publié dans la collection Les Historiques n°89
- Amour et sacrilège, Harlequin, 2002 ((en) The duke's desire, 2000)Publié dans la collection Les Historiques n°220

### SérieFrères d'armes
- Noces secrètes, Harlequin, 2011 ((en) Bride of Lochbarr, 2004)Publié dans la collection Best Sellers n°468
- La rebelle écossaise, Harlequin, 2008 ((en) Lord of Dunkeathe, 2005)Publié dans la collection Les Historiques n°412
- Le donjon des aigles, Harlequin, 2007 ((en) The unwilling bride, 2005)Publié dans la collection Best Sellers n°297
- L'épée et le lys, Harlequin, 2008 ((en) Hers to command, 2006)Publié dans la collection Best Sellers n°339
- Passion au donjon, Harlequin, 2009 ((en) Hers to desire, 2006)Publié dans la collection Les Historiques n°446

### SérieKing John
- La courtisane rebelle, Harlequin, 2010 ((en) My Lord's desire, 2007)Publié dans la collection Les Historiques n°497
- Sous protection royale, Harlequin, 2012 ((en) The notorious knight, 2007)Publié dans la collection Best Sellers n°525
- La fausse mariée, Harlequin, 2013 ((en) Knave's Honor, 2008)Publié dans la collection Best Sellers n°558
- Sur ordre royal, Harlequin, 2012 ((en) The warlord's bride, 2008)Publié dans la collection Best Sellers n°501

### SérieKiss me
- (en) Kiss Me Quick, 2003Inédit en France
- (en) Kiss Me Again, 2004Inédit en France

### Série Regency Highland
- La fausse comtesse, Harlequin, 2012 ((en) Highland rogue, London miss, 2010)Publié dans la collection Les Historiques n°548
- La fiancée des Highlands, Harlequin, 2012 ((en) Highland heiress, 2011)Publié dans la collection Les Historiques n°554

### Série Restoration
- (en) A scoundrel's kiss, 1999Inédit en France
- (en) A rogue's embrace, 2000Inédit en France
- (en) His forbidden kiss, 2001Inédit en France

### SérieMaiden and her knight
- (en) The maiden and her knight, 2001Inédit en France
- (en) Tempt me with kisses, 2002Inédit en France
- (en) All my desire, 2002Inédit en France

### SériePimblett
- Piège pour un dandy, Harlequin, 2011 ((en) The wastrel, 1996)Publié dans la collection Les Historiques n°143
- Scandale et volupté, Harlequin, 2011 ((en) The dark duke, 1997)Publié dans la collection Les Historiques n°149
- (en) The rogue's return, 1997Inédit en France, Prix Romantic Times du meilleur baiser

### SérieViking et Saxon
- Le mariage du Viking, Harlequin, 2012 ((en) The Viking, 1993)Publié dans la collection Les Historiques n°545, prix de la meilleure romance historique étrangère en 1993 par le magazine Affaire de Cœur
- Le pacte secret, Harlequin, 2013 ((en) The Saxon, 1995)Publié dans la collection Les Historiques n°427

### SérieLes Guerriers
- Le retour du guerrier, Harlequin, 1994 ((en) A warrior's heart, 1992)Publié dans la collection Les Historiques n°23
- Pour l'amour d'un guerrier, Harlequin, 1994 ((en) A warrior's quest, 1993)Publié dans la collection Les Historiques n°26
- Le mariage du guerrier, Harlequin, 1999 ((en) A warrior's way, 1994)Publié dans la collection Les Historiques n°29
- La maîtresse interdite, Harlequin, 2013 ((en) The welshman's way, 1995)Publié dans la collection Les Historiques n°579
- L'épouse saxonne, Harlequin, 2013 ((en) The norman's heart, 2008)Publié dans la collection Best Sellers n°585
- Le bouclier d'airain, Harlequin, 1997 ((en) The baron's quest, 1996)Publié dans la collection Les Historiques n°95
- L'aigle et la colombe, Harlequin, 2001 ((en) A warrior's bride, 1998)Publié dans la collection Les Historiques n°201
- Le donjon des secrets, Harlequin, 2007 ((en) A warrior's honor, 1998)Publié dans la collection Les Historiques n°375
- La fiancée écossaise, Harlequin, 2007 ((en) A warrior's passion, 1998)Publié dans la collection Les Historiques n°381
- (en) The Welshman's Bride, 1999Inédit en France
- Le baiser du guerrier, Harlequin, 2007 ((en) A warrior's kiss, 2000)Publié dans la collection Les Historiques n°387
- Le loup et la colombe, Harlequin, 2006 ((en) The overlord’s bride)Publié dans la collection Les Historiques n°331
- Noces d'opale, Harlequin, 2011 ((en) A warrior's lady, 2002)Publié dans la collection Les Historiques n°528
- L'espion du roi, Harlequin, 2004 ((en) In the King's service, 2003)Publié dans la collection Les Historiques n°293

### Nouvelles
- Christmas in the Valley dans Mistletoe Marriages, 1994, (Harlequin)
- The Twelfth Day of Christmas dans The Knights Of Christmas, 1997, (Harlequin)
- The Vagabond Knight dans The Brides Of Christmas, 1999 (Harlequin)
- Le manoir des neiges dans Les mariés de l'hiver, 2006, (Harlequin HS édition spéciale)